# Biserica „Sfântul Arhanghel Mihail” și necropola familiilor Donici și Macri din Dubăsarii Vechi
Biserica „Sfântul Arhanghel Mihail” și necropola familiilor Donici și Macri este un ansamblu arhitectural amplasat în Dubăsarii Vechi, raionul Criuleni, Republica Moldova. Este un monument istoric și arhitectural de importanță națională inclus în Registrul monumentelor Republicii Moldova ocrotite de stat cu nr. 298 (raionul Criuleni). Biserica datează din 1858-1861, iar necropola din 1883.